# 박현숙 (역도 선수)
박현숙(朴賢淑, 1985년 8월 4일 - )은 조선민주주의인민공화국의 역도 선수이다.
그녀는 2004년 하계 올림픽 여자 미들급에서 총 217.5kg을 들어서 6위를 했다.
박현숙은 2007년 세계 역도 선수권 대회 미들급에서 총 228kg을 들어서 동메달을 땄다.
2008년 베이징 올림픽에서 금메달을 획득하였다.